# Melesse
Melesse (bretó Meled, gal·ló Melècz) és un municipi francès situat al departament de l'Ille-et-Vilaine i a la regió de Bretanya. El 2006 tenia 5.415 habitants. Limita amb els municipis de Betton, Chevaigné, La Chapelle-des-Fougeretz, La Mézière, Montreuil-le-Gast, Saint-Germain-sur-Ille, Saint-Grégoire i Saint-Médard-sur-Ille.

## Demografia
| 1962                                            | 1968 | 1975 | 1982 | 1990 | 1999 | 2006 |
| ----------------------------------------------- | ---- | ---- | ---- | ---- | ---- | ---- |
| 1941                                            | 2119 | 3200 | 4231 | 4675 | 5164 | 5415 |
| Dades des de 1962: Xifres de població a França. |      |      |      |      |      |      |

## Administració
| Període   | Identitat     | Partit        |
| --------- | ------------- | ------------- |
| 1942-1962 | Pierre Loret  |               |
| 1962-1971 | Louis Monnier |               |
| 1971-1995 | André Macé    |               |
| 1995-2001 | Charles Ferré |               |
| 2001-     | Pierre Hucker | Divers droite |